# Rapa Iti
Rapa Iti (Kurzbezeichnung: Rapa, alter Name: Oparo) ist eine 38 km² große, bewohnte Insel im Südpazifik, die geographisch zu den Austral-Inseln, politisch zu Französisch-Polynesien gehört.

## Geografie

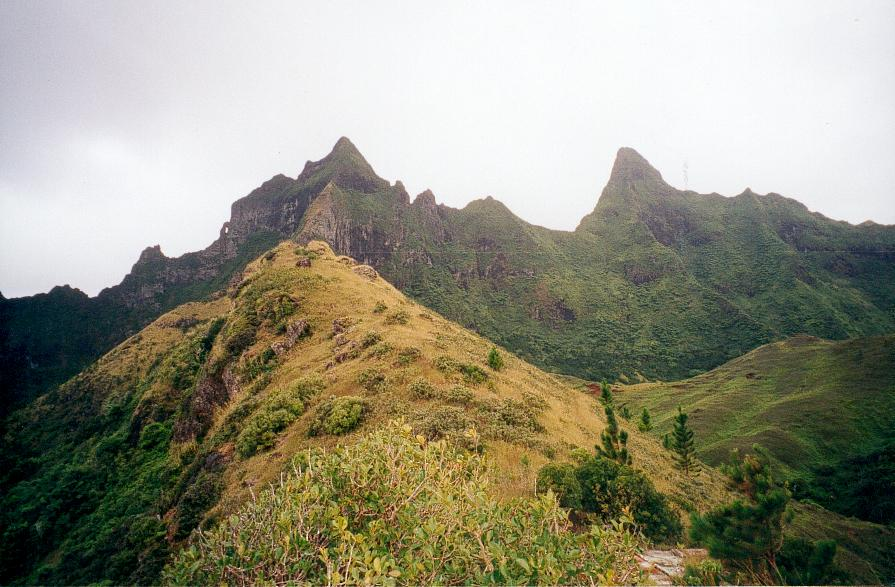
Mont Tautautu (links) und Mont Pukumaru (rechts)

Rapa Iti heißt übersetzt Klein-Rapa, im Unterschied zu Rapa Nui (dt.: Groß-Rapa), dem amtlichen Namen der Osterinsel. Rapa Iti liegt im südöstlichen Pazifischen Ozean und gehört geographisch zum Austral-Archipel, genauer zur Untergruppe der Bass-Inseln. Die nächstgelegene, bewohnte Insel ist Raivavae, 537 km im Nordwesten.
Das mit rund 38 km² Landfläche relativ kleine Rapa Iti hat mehrere vorgelagerte Nebeninseln, die größten davon sind Karapoo und Tauturoo an der Südküste. Das Landschaftsprofil ist gebirgig mit zackigen Gipfeln und dem 633 m hohen Mont Perau als höchste Erhebung.
Eine anschauliche Beschreibung des Landschaftsbildes gibt der „Pacific Islands Pilot“, das Seehandbuch der Pazifischen Inseln:

„Wo die steilen Kanten der zerklüfteten Gipfel die Küste erreichen, bilden sie große Klippen, die senkrecht zum Meer fallen. Die Küste ist schroff mit tiefen Brandungshöhlen. Außer über die Buchten ist die Insel unzugänglich.“

Denselben abweisenden Eindruck hatte bereits George Vancouver, der Rapa zutreffend als zerklüftet und aus steilen Bergen bestehend beschrieb, mit sehr wenig ebenem Boden. Die Steilküste erhebt sich unmittelbar aus dem Meer und ist einer heftigen Brandung ausgesetzt, da ein vorgelagertes Korallenriff fehlt. Die Insel hat keine Küstenebene und keine Sandstrände. Platz für eine begrenzte Kultivierung bieten nur die engen Täler zwischen den steilen Berghängen. Die Küstenlinie ist von Buchten vielfach zergliedert, es sind die einzigen Stellen, an denen Zugang zum Inselinnern möglich ist. Die größte ist die Ahurei (oder auch Ha’urei)-Bucht, der Überrest einer versunkenen Caldera. Die beiden Ansiedlungen, Ahurei und das kleinere Area, liegen sich an den Enden dieser Bucht gegenüber. Alle Einwohner von Rapa Iti, überwiegend Polynesier und einige wenige Europäer, leben in diesen beiden Dörfern.

### Klima
Rapa Iti liegt nach der Klassifikation des Klimas von Köppen und Geiger in der tropischen Klimazone Af. In Ahurei wird eine Jahresdurchschnittstemperatur von 20,9 °C erreicht. Der wärmste Monat (im südlichen Sommer) ist der Februar, die Temperatur beträgt im Mittel 24,1 °C, der kühlste Monat ist der Juli mit durchschnittlich 18,3 °C. Frosttage treten nicht auf.
Der Himmel ist oft bedeckt. Innerhalb eines Jahres fallen im Mittel 2653 mm Niederschlag (zum Vergleich Köln mit 774 mm), wobei sich die Monate deutlich unterscheiden. Im Oktober, dem trockensten Monat, fallen durchschnittlich 171 mm, im niederschlagsreichen März sind es hingegen 266 mm.

### Vegetation
Die ursprüngliche Flora von Rapa Iti wurde bereits von den polynesischen Ureinwohnern geschädigt und mehr noch von den freilaufenden Ziegen, die die Europäer einführten. Reste des altheimischen Bergregenwaldes findet man noch in den Höhenlagen und den auch für die Ziegen unzugänglichen Spalten und Steillagen.
Die altheimische Vegetation weist eine höhere Biodiversität auf als andere tropische Inseln vergleichbarer Größe und zeigt einige Ähnlichkeit mit der des erheblich weiter westlich gelegenen Neuseeland. Es gibt jedoch zahlreiche Endemiten, zum Beispiel der Gattungen Fitchia, Bidens, Oparanthus und Sclerotheca.
Die Kämme und Spalten des aus der Entfernung kahl erscheinenden Mt. Perahu erhalten die meiste Feuchtigkeit und sind von einer niedrig wachsenden, buschigen Vegetation bedeckt, die sich hauptsächlich aus Metrosideros, die hier nicht höher als einen Meter wachsen, Weinmannia, Bidens und Freycinetia zusammensetzt. Dazu kommen Zwergsträucher der Gattung Plantago und zahlreiche, zum Teil endemische Farne, zum Beispiel Parablechnum venosum und Parablechnum pacificum, der erst 2011 erstmals beschrieben wurde.
Die mittleren Lagen werden dominiert von Metrosideros collina sowie den endemischen Myoporum rapense und Freycinetia rapensis.
In niedrigeren Lagen dominieren die Nutzpflanzen, zum Beispiel der intensiv angebaute Taro in den feuchten Seitentälern. Eine Zeit lang hat man auch Kaffee angepflanzt, der jedoch wegen des Verfalls der Kaffeepreise stark an Bedeutung verloren hat. Große Teile der Berghänge wurden jedoch gerodet, sind erodiert und mit Sekundärvegetation bedeckt, die hauptsächlich aus robusten Gräsern besteht.

## Geologie
Die Australinseln bilden eine mehr als 1500 Kilometer lange Kette im Südpazifik, die sich von Ostsüdost nach Westnordwest bis zu den Îles Maria erstreckt. Sie sind das Produkt eines Hotspots unter dem immer noch aktiven Macdonald-Seamount, der heute am südöstlichen Ende der Australinseln nur 27 Meter unter dem Meeresspiegel liegt. Die geologisch ältesten, mehr erodierten und zerklüfteten Inseln liegen im Nordwesten, die jüngeren im Südosten der Kette. Rapa Iti ist die vorletzte Insel der Gruppe, weiter nach Ostsüdosten folgen nur noch die unbewohnten Felseneilande von Marotiri und schließlich der Macdonald-Seamount. Die Inselkette verläuft so gut wie parallel zur Fortbewegungsrichtung der Pazifischen Platte, die hier seit 43 Millionen Jahren (Mittleres Eozän, Lutetium) in Westnordwest-Richtung (N 300) mit einer durchschnittlichen Geschwindigkeit von 110 Millimeter/Jahr vorankriecht. Die Ozeanische Kruste ist am Macdonald-Seamount 35 Millionen Jahre alt (oberes Eozän, Priabonium), wird nach Nordwesten zusehends älter und weist am Nordwestende der Inselkette bereits ein Alter von 80 Millionen Jahren auf (Oberkreide, Campanium).
Bathymetrisch sitzt Rapa Iti einem 150 Kilometer langen und 50 Kilometer breiten untermeerischen Hochplateau auf, das rund 1000 Meter unter dem Meeresspiegel liegt und mit seiner Längsachse in Südost-Nordwestrichtung streicht. Dieses Plateau bildet seinerseits Teil einer noch wesentlich größeren, 200 Kilometer breiten Hochstruktur, die ausgehend vom Macdonald-Seamount bis 200 Kilometer südlich von Raivavae heranreicht, erkennbar an der Zweitausend-Meter-Tiefenlinie. Nach Südwesten fällt das Hochplateau zum 4000 bis 5000 Meter tiefen Abyssal des Südpazifiks ab.
Südwestlich der Insel ist eine riesige kanalisierte Massenbewegung erfolgt, die fast die gesamte Breite der Insel einnimmt und wahrscheinlich mit dem Einsturz der Caldera in Zusammenhang steht. Der Abbruch erfolgte in etwa 1000 Meter Wassertiefe, befindet sich 14 Kilometer südwestlich der Küste in 3000 Meter Wassertiefe und läuft dann im Abyssal aus.
Die Insel ist vulkanischen Ursprungs und entstand vor etwa 5,1 Millionen Jahren. Die Gesteine sind typische ozeanische Inselbasalte (OIB) mit schwach ausgeprägten DUPAL-Anomalien – vorwiegend Alkalibasalte und Basanite mit 44 bis 45 Gewichtsprozent SiO2-Gehalt. Geochemisch sind sie vergleichbar mit den benachbarten Vulkaniten von Marotiri und vom Macdonald-Seamount, es bestehen aber auch Ähnlichkeiten in den Isotopenverhältnissen zu den Vulkaniten von Atiu und Rarotonga (Cookinseln), zu den Vulkaniten der Marquesasinseln und selbst noch zum Koʻolau-Schildvulkan Oʻahus.

## Geschichte

### Vorgeschichte
Die Insel Rapa war in der jüngeren Vergangenheit Ziel umfangreicher archäologischer Forschungen, die bis heute anhalten. Sie ist ein beeindruckendes Beispiel für die Entwicklung von befestigten Bergdörfern in Polynesien mit fortschrittlichen, durchdachten Verteidigungsanlagen. Die Wissenschaft hat sich überwiegend auf diese Periode der Inselgeschichte konzentriert, über die Frühgeschichte ist daher wenig bekannt. Es ist unklar, wann und von wo die Polynesier die Insel erstmals besiedelten. Wegen der Randlage im Polynesischen Dreieck ist anzunehmen, dass der Austral-Archipel erst relativ spät bevölkert wurde, höchstwahrscheinlich im frühen 2. Jahrtausend n. Chr., ausgehend von den Gesellschaftsinseln, möglicherweise auch von Mangareva oder den Cookinseln, das kleine und isolierte Rapa vermutlich später als die anderen Australinseln. Radiokarbondatierungen reichen bis ca. 1200 n. Chr. zurück.
Der Archäologe John F.G. Stokes (1875–1960) vom Bernice P. Bishop Museum in Honolulu hat küstennahe Höhlen bzw. Felsüberhänge in einigen Buchten als ursprüngliche Siedlungsformen identifiziert. Spätere küstennahe Siedlungen lassen sich anhand der Überreste von Hausterrassen, Erdöfen und anderen Strukturen belegen.:75 Sehr schnell etablierten sich mehrere Stammesfürstentümer mit einer streng stratifizierten Gesellschaftsstruktur. Die Ariki – eine Art Erbadel – standen an der Spitze der gesellschaftlichen Pyramide. Die Soziohistorie wird bestimmt von häufigen, ritualisierten Stammeskriegen, es scheint, dass sich kurz vor der europäischen Entdeckung ein Clan als zentrale Macht durchsetzen konnte.
Bereits George Vancouver, dem ersten europäischen Entdecker, fielen bei einem Blick durch das Fernrohr sechs Festungen auf den steilen Graten rund um die Ahurei-Bucht auf.:77 Aber erst zur Mitte des 19. Jahrhunderts untersuchte und beschrieb der neuseeländische Kapitän John Vine Hall die Bergfestungen Rapas, wenn auch sehr oberflächlich und ohne Sachkenntnis.
Der Begriff „Festungen“ für die ausgedehnten Strukturen ist eigentlich zu kurz gegriffen, denn es handelt sich um stark befestigte Wehrdörfer, mit einem durchdachten Verteidigungssystem aus steinverkleideten Erdwerken, Gräben und Palisaden. Zu der Anlage gehören auch Terrassen für Wohnbebauung mit aus vergänglichen Materialien erstellten Häusern sowie bewässerte Anbauterrassen. Große Festungswerke sind oft mit kleineren assoziiert, wahrscheinlich Satelliten größerer Siedlungen oder zeitweilige Refugien. Die Größe der Anlagen variiert, sie umfassten Grundflächen von insgesamt 3040 m² bis 25.237 m². Die Bergspitzen und die steilen Grate wurden dafür großflächig umgestaltet.
Als Beispiel sei hier die von den amerikanischen Anthropologen William Mulloy und Edwin N. Ferdon 1956 ausgegrabene Festung Morongu Uta erwähnt, die auf einem 380 m hohen Berg über der Ahurei-Bucht liegt. Die Insulaner hatten die Bergspitze abgegraben, sodass sie einem oben abgeflachten Tetraeder ähnelt. Die Seiten des so entstandenen dreieckigen Turmes wurden mit Mauern aus unbearbeiteten Basaltsteinen gesichert. Der Turm sei, wie die Insulaner Thor Heyerdahl erzählten, der Wohnsitz des Häuptlings gewesen. Darunter erstreckten sich mehrere Terrassen, die Wohnzwecken dienten, wie man aus den zahlreichen Erdöfen und Vorratsgruben, sowie Funden von Basalt-Dexeln und steinernen Taro-Stößeln schließen kann. Die gesamte Anlage ist von einem noch heute erkennbaren, ausgedehnten Kreisgraben umschlossen, der zumindest stellenweise von Holzpalisaden umgeben war, wie archäologisch nachweisbare Pfostenlöcher belegen. Unterhalb der Wohnviertel lagen, ähnlich wie riesige Treppenstufen, zahlreiche künstlich bewässerte Terrassen von unterschiedlicher Größe, die dem Anbau von Taro dienten. Die Auswertung der in den Erdöfen gesammelten Holzkohleproben mit der Radiokarbonmethode ergab, dass Morongo Uta zwischen 1450 und 1550 n. Chr. bewohnt war.
Der Anthropologe Sir Peter Henry Buck (Te Rangi Hīroa) verglich die Bergfestungen Rapa Itis mit den Pā, den Wehrdörfern des 4000 km entfernten Neuseelands. Befestigte Höhensiedlungen sind in Polynesien nicht ungewöhnlich. Vergleichbare Wehrdörfer gibt es nicht nur auf Neuseeland, sondern auch auf Samoa und den Marquesas, aber auch in Mikronesien, zum Beispiel auf Babeldaob. Sie dienten wahrscheinlich als Verteidigungsanlagen und Zufluchten in den zahlreichen Stammeskriegen.
Hauptnahrungsmittel der Ureinwohner – und Bestandteil jeder Mahlzeit bis zum heutigen Tag – war Popoi, ein muffig und säuerlich schmeckender Teig aus zerstampftem Taro, der in Erdgruben fermentiert und so über lange Zeit haltbar gemacht wurde. Ein ähnliches Verfahren, mit der Brotfrucht, gibt es auf den Marquesas. Eine Ergänzung und Anreicherung der Mahlzeiten waren Meeresfrüchte (Krebstiere, Muscheln und in Fischfallen gefangene Fische) sowie Schweine und Hühner.

### Europäische Entdeckung
Der erste Europäer, der Rapa Iti entdeckte, war George Vancouver. Er nannte die Insel Oparo und war offenbar von seiner Entdeckung nicht begeistert:

„Keinerlei Anschein von Überfluss, Fruchtbarkeit oder kultiviertem Land.
[Die Insel war] überwiegend mit Sträuchern und zwergwüchsigen Bäumen bedeckt.“

Die HMS Discovery und die HMS Chatham ankerten am 22. Dezember 1791 in der Ahurei-Bucht. Zahlreiche Kanus näherten sich, mehrere waren Doppelrumpf-Kanus mit 25 bis 30 Männern Besatzung, darunter einige mit Speeren, Schleudern und Keulen bewaffnete Krieger. Vancouver betrat die Insel nicht. Trotz seiner Befürchtungen angesichts der Bewaffnung und der bedrohlichen Festungsanlagen blieb die Begegnung friedlich.:74 f.
Im Morgengrauen des 29. Juni 1820 erreichten die Schiffe Vostok und Mirny der kaiserlich russischen Marine unter dem Kommando von Fabian Gottlieb von Bellingshausen und Michail Petrowitsch Lasarew die Insel Rapa. Die Offiziere und Mannschaften gingen jedoch nicht an Land. Als sich 22 Kanus mit rund 100 Personen näherten, entspann sich ein reger Handel an Bord der Schiffe. Im Tausch gegen eine Axt (für den Häuptling) und allerlei Tand erhielt Bellingshausen Langusten und Taroknollen. Den angebotenen fermentierten Popoi wiesen die russischen Seeleute jedoch als ungenießbar zurück. Bellingshausen beschrieb die Krieger, als „kräftig und robust, aber ohne Tätowierung“. Ein auffallendes Merkmal, denn er hatte zuvor die Inseln Neuseeland und Nuku Hiva besucht, deren Krieger üppig und kunstvoll tätowiert waren. Bellingshausen zeigte sich „verstört von der Wildheit und Unerbittlichkeit in allen Gesichtszügen“.

### Mission
Im Juli 1825 landete der tahitische Kutter Snapper der London Missionary Society (LMS) unter Kapitän Shout (nach anderen Quellen Shant) auf Rapa. Als das Schiff wieder absegelte, waren zwei Männer, Paparua und Aitareru, aus Rapa mit an Bord. Von dem Missionar John Davies erhielten sie auf Tahiti Religionsunterricht und eine rudimentäre Schulbildung. Im Oktober 1825 kehrten sie in Begleitung von zwei Tahitiern und mit Geschenken beladen nach Rapa Iti zurück. Ihre Schilderung vom Reichtum der Europäer auf Tahiti veranlasste Häuptling Teraau (auch Terakau oder Teranga) weitere Missionare einzuladen. Im Januar 1826 brachte die Brig Governor Macquarie vier Missionare der LMS nach Rapa, wohl versehen mit Saatgut, Werkzeugen, Bauholz für eine Kapelle und Bibeln in tahitischer Sprache. In der Ahurei-Bucht wurde die erste Missionsstation errichtet. Die Missionierung fiel auf fruchtbaren Boden, da seit dem Besuch der Snapper viele Ureinwohner an eingeschleppten Infektionskrankheiten gestorben waren und die Missionare den Häuptlingen einreden konnten, dies sei eine Strafe für die Verehrung der alten Götter. Im April 1829 besuchten die Missionare Pritchard und Simpson Rapa Iti und stellten fest, dass bereits vier Kapellen errichtet worden waren und dass die Einwohner den religiösen Unterweisungen mit „einer erfreulichen Aufmerksamkeit“ folgten.:34–37
Der Malakologe Hugh Cuming erreichte Rapa am 17. Mai 1828. Seine private Forschungsyacht Discoverer lag vier Tage vor der Küste. Von Cuming ist nur eine grobe Kurzbeschreibung der Befestigungen veröffentlicht, da er sich hauptsächlich für die Weichtiere der Insel interessierte.

### Blackbirder
1862 begann ein zwei Jahre dauernder Raubzug sogenannter „Blackbirders“, die mehr als 3500 Einwohner mehrerer südpazifischer Inseln als versklavte Arbeitskräfte nach Peru und Chile verschleppten. Im Dezember 1862 ankerte eine Flotte von fünf Schiffen in der Ahurei-Bucht. Eine starke Gruppe von Bewaffneten wurde an Land gesetzt, um mit Gewalt Arbeitskräfte einzufangen. Doch die Bewohner zogen sich in die unzugänglichen Bergfestungen zurück und die Blackbirders mussten unverrichteter Dinge abziehen.
Einige Tage später ereignete sich ein Vorfall, an dem der Schoner Cora aus Peru beteiligt war und den Konteradmiral de Lapelin, der Befehlshaber der französischen Pazifikflotte, in einem Brief vom 21. Februar 1863 an das Justizministerium in Paris schilderte. Kapitän Aguirre, der Kommandant der Cora, konnte auf der Osterinsel (Rapa Nui) nur zwei Kontraktarbeiter anwerben und segelte daher zur Insel Rapa Iti weiter, um dort mehr Arbeitskräfte zu rekrutieren. Angesichts des Schiffes flüchteten die Einwohner jedoch wieder in ihre Bergfestungen. Dreizehn Häuptlinge versammelten sich und beschlossen, Schiff und Mannschaft zu kapern. Eine Gruppe von Kriegern schlich sich nachts an Bord der Cora und setzte den Kapitän und die Offiziere fest. Die Mannschaft ergab sich widerstandslos. Die Cora segelte nach Tahiti, Schiff und Mannschaft wurden den französischen Behörden überstellt. Fünf Matrosen entschlossen sich, als Gäste auf der Insel Rapa zu bleiben. Ein späterer Versuch der Bark Misti, auf Rapa Iti Arbeitskräfte einzufangen, wurde aufgegeben, als der Kapitän vom Schicksal der Cora erfuhr.
Die ursprüngliche Bevölkerung von Rapa umfasste, wie der Missionar John Davies 1826 schätzte, rund 2000 Personen. Zwischen 1824 und 1830 starben 75 % der Ureinwohner an Infektionskrankheiten, die europäische Besucher – Sandelholzjäger (es gab jedoch kaum Sandelholz auf Rapa Iti), Perlenfischer und Walfänger – mitbrachten. Als Davies 1831 nach Rapa zurückkehrte, lebten auf der Insel noch 600 Polynesier, fünf Jahre später waren es nur noch 453.
Nach internationalen Protesten und nach Intervention der französischen Regierung – die Menschenhändler hatten auch Inseln der Marquesas und Tuamotus heimgesucht, die unter französischem Protektorat standen – hörten die Raubzüge schließlich auf. Im Herbst 1863 wurden die noch lebenden Polynesier auf Weisung der peruanischen Regierung auf dem Schiff Barbara Gomez in ihre Heimat zurückgebracht. Dabei nahm man wenig Rücksicht auf die Herkunft der Menschen, denn sechzehn strandeten auf Rapa Iti. Mindestens einer von ihnen hatte sich mit den Pocken infiziert und löste auf der Insel eine verheerende Epidemie aus, an der zahlreiche Insulaner starben. 1867 umfasste die gesamte Bevölkerung nur noch 120 Personen.

### Neuzeit

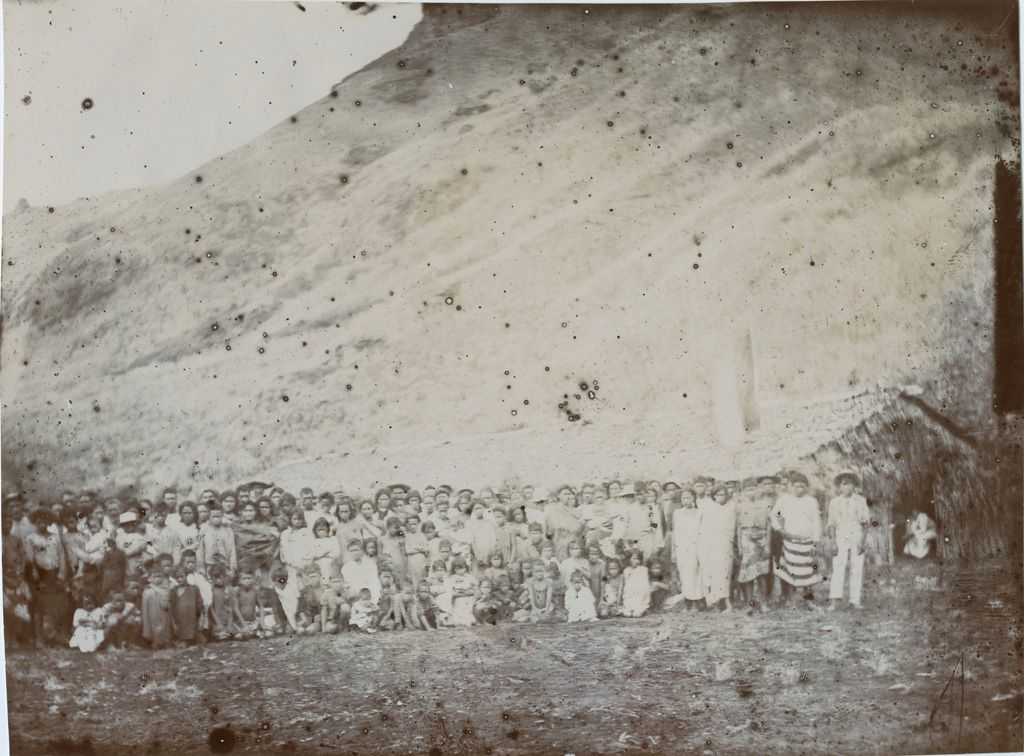
Inselbewohner um 1905

Nachdem die Pomaré-Dynastie mit britischer Unterstützung (und Waffenhilfe) ihren Einfluss auf Tahiti gefestigt hatte und Pomaré II. 1819 zum König gekrönt worden war, entschied er, seinen Einflussbereich auch auf die Australinseln auszudehnen. So fand sich Rapa Iti plötzlich, obwohl von eigenständigen Stämmen bewohnt, unter der Hegemonie Tahitis. 1867 wurde die Insel unter französisches Protektorat gestellt und am 6. März 1881 endgültig annektiert.
1921 wollte die britische Historikerin Katherine Routledge Rapa besuchen, konnte jedoch wegen schlechten Wetters und ungünstiger Winde nicht landen.
Vom April 1921 bis Januar 1922 hielt sich der in Australien geborene Archäologe John Stokes vom Bernice P. Bishop Museum mit seiner Frau Margaret Stokes im Rahmen der Bayard-Dominick-Expedition zu den Austral-Inseln auf Rapa Iti auf. Seine Forschungsergebnisse wurden jedoch nie veröffentlicht.
Thor Heyerdahl brachte 1956 mit dem Grönlandtrawler Christian Bjelland im Rahmen der „Norwegischen Archäologischen Expedition zur Osterinsel und in den Ostpazifik“ weitere Fachgelehrte, den amerikanischen Anthropologen William Theodore Mulloy und den Ethnologen Edwin N. Ferdon, nach Rapa Iti. Das Verdienst der Heyerdahl-Expedition für die Erforschung Rapa Itis ist die bis dahin nicht gekannte wissenschaftliche Gründlichkeit, mit der die Untersuchungen und Ausgrabungen am Morongo Uta vorgenommen wurden, unter Anwendung der damals neuesten Verfahren, zum Beispiel der stratigrafischen Grabung und der Radiokohlenstoffdatierung. Heyerdahl wollte damit Verbindungen zwischen der Osterinsel und Rapa Iti beweisen.

## Wirtschaft, Verkehr, Verwaltung und Bildung
Die Inselbewohner leben von der Subsistenzwirtschaft. Eine touristische Infrastruktur mit Hotels und Restaurants gibt es nicht.
Rapa Iti war einst, in der Hochzeit der Segel- und Dampfschifffahrt, eine Zwischenstation an der Hauptlinie zwischen Panama und Neuseeland, liegt heute jedoch außerhalb aller Schifffahrtslinien. Nur selten fährt ein Expeditions-Kreuzfahrtschiff die Insel an, dessen Passagiere ausgebootet werden müssen. Rapa hat keinen Flugplatz, da eine für den Bau geeignete, ebene Landfläche fehlt. Die Insel ist daher nur mit dem unregelmäßig verkehrenden Versorgungsschiff oder mit einer privaten Yacht erreichbar. Eine durchgehende Ringstraße gibt es nicht, nur kurze Straßenstücke im unmittelbaren Bereich der Dörfer. Die beiden Dörfer sind mit einer nur teilweise befestigten Straße verbunden, die bei den nicht seltenen Starkregen unpassierbar wird. Die Verbindung wird daher hauptsächlich mit Booten aufrechterhalten.
Politisch ist Rapa Iti, zusammen mit dem unbewohnten Marotiri, eine von fünf Gemeinden der Austral-Inseln (Communes des Îles Australes) und hat 515 Einwohner (Stand: 2017). Hauptort und Verwaltungssitz ist Ahurei. Die Insel wird von der Unterabteilung (Subdivision administrative des Îles Australes) des Hochkommissariats für Französisch-Polynesien (Haut-commissariat de la République en Polynésie française) in Papeete auf der Insel Tahiti verwaltet.
In Ahurei gibt es eine Post (gleichzeitig Bank), eine Grundschule und ein Gesundheitszentrum, das jedoch nur gelegentlich von einem Arzt von Tahiti besucht wird, sowie in beiden Dörfern eine Kirche mit angegliedertem Gemeindesaal. Elektrizität wird mit Dieselgeneratoren erzeugt und steht nicht ständig zur Verfügung. Weiterführende Schulen besuchen die Kinder auf der 700 Kilometer entfernten Insel Tubuai.

## Sprache
Rapa Iti hat eine eigene Sprache, die sich wegen der relativen Isolation der Insel eigenständig entwickelt hat und sich deutlich von Dialekten der anderen Australinseln unterscheidet. Sie wird Reo Rapa, verkürzt Rapan, gelegentlich auch Reo Oparo genannt und ist mit nur noch ungefähr 300 Sprechern stark bedroht, da sie mehr und mehr von Tahitian, im offiziellen Gebrauch auch von Französisch, verdrängt wird. Sie gehört zur ost-zentral-polynesischen Sprachfamilie und enthält inzwischen auch Teile des Wortschatzes des Marquesanischen oder der Sprache Tahitis.

## Karten
Das Fehlen einer Landemöglichkeit für Flugzeuge erschwerte lange die Erstellung einer detaillierten topografischen Karte der Insel. 2009 wurde aus Satellitenaufnahmen die erste Karte im Maßstabsbereich 1:5000 erstellt.

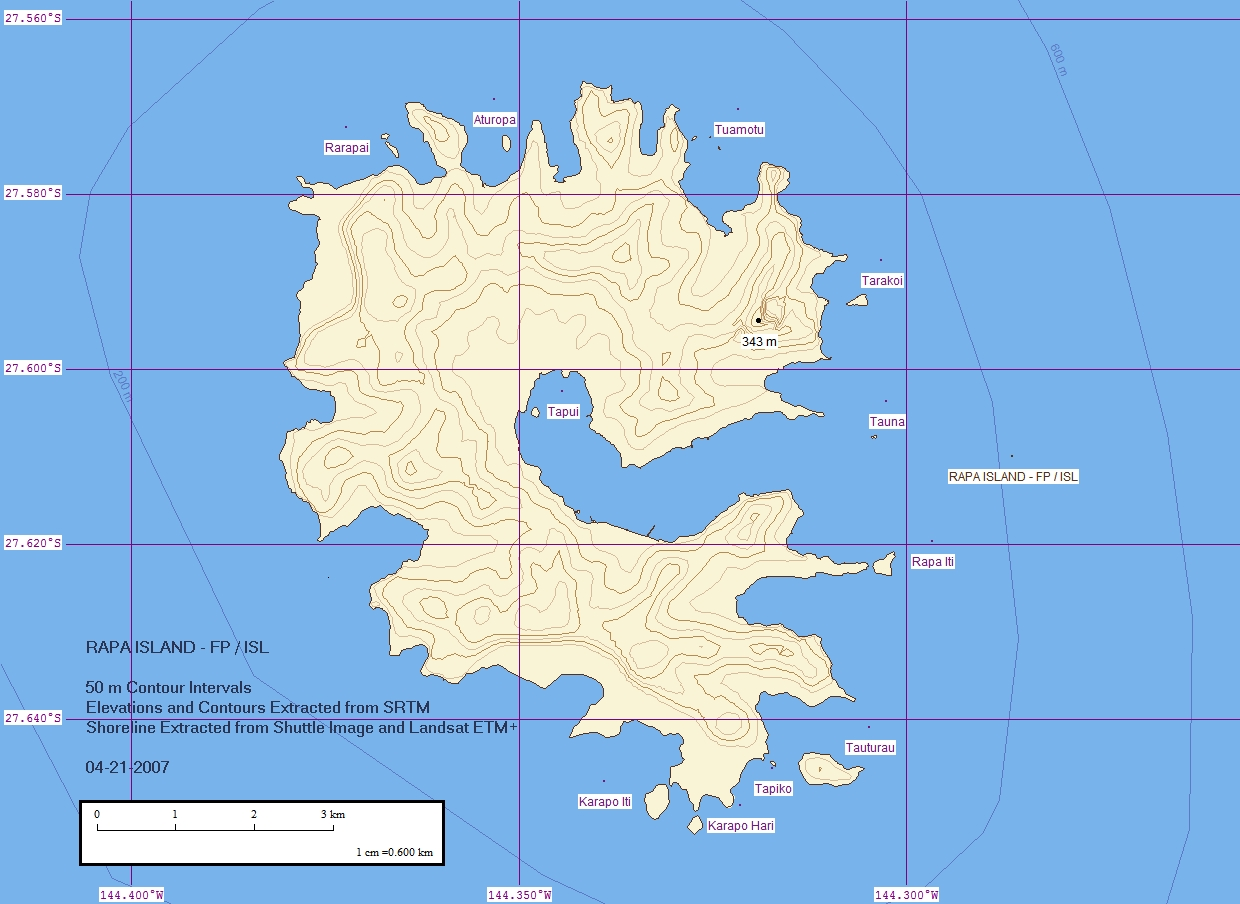
EVS-Karte von Rapa (2007)
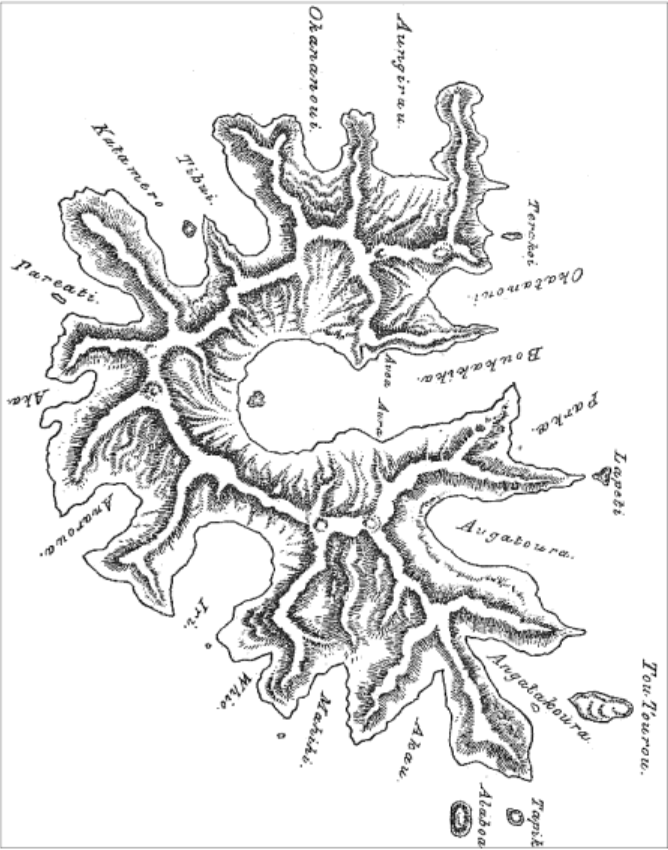
Historische Karte von Rapa (1868)